# Австралія на літніх Олімпійських іграх 2008

## Нагороди

### Золото
| Золото | |                                                              |
| №      | Спортсмен (-и) | вид спорту (дисципліна)                                      |
| 1      | Емма Сноусілл | Тріатлон (жінки)                                             |
| 2      | Кен Воллес | Веслування (чоловіки, гладка вода, байдарки-одиночки, 500 м) |
| 3      | Стів Гукер | Легка атлетика (чоловіки, стрибки з жердиною)                |
| 4      | Еліз Речічі Тесса Паркінсон | Вітрильний спорт (жінки, 470)                                |
| 5      | Натан Вілмот Малкольм Пейдж | Вітрильний спорт (чоловіки, 470)                             |
| 6      | Лізбет Тріккетт | Плавання (жінки, 100 м батерфляєм)                           |
| 7      | Лізель Джонс | Плавання (жінки, 100 м брасом)                               |
| 8      | Стефані Райс | Плавання (жінки, 200 м комплексним плаванням)                |
| 9      | Стефані Райс | Плавання (жінки, 400 м комплексним плаванням)                |
| 10     | Стефані Райс Бронте Барратт Кайлі Палмер Лінда Маккензі Енджі Бейнбрідж попередній заплив Мелані Скленджер попередній заплив Лара Девенпорт попередній заплив Фелісіті Галвес попередній заплив | Плавання (жінки, естафета 4х200 м вільним стилем)            |
| 11     | Емілі Сібом Лізель Джонс Джессіка Скіппер Лізбет Трікетт Тарні Вайт попередній заплив Фелісіті Галвес попередній заплив Шейн Різ попередній заплив                                              | Плавання (жінки, комбінована естафета 4х100 м)               |
| 12     | Метью Мітчем | Стрибки у воду (чоловіки, вишка)                             |
| 13     | Дрю Джінн Данкан Фрі | Академічне веслування (чоловіки, двійки розстібні)           |
| 14     | Девід Крошей Скотт Бреннан | Академічне веслування (чоловіки, парні двійки)               |

### Срібло
| Срібло | |                                                                    |
| №      | Спортсмен (-и) | Вид спорту (дисципліна)                                            |
| 1      | Анна Мірс | Велоспорт (жінки, Спринт)                                          |
| 2      | Ерін Філліпс Таллі Бевілека Дженніфер Скрін Пенні Тейлор Сюзі Баткович Холлі Гріма Крісті Герроуер Лора Саммертон Белінда Снелл Емма Рендалл Рохені Кокс Лорен Джексон | Баскетбол (жінки)                                                  |
| 3      | Джеклін Лоренс | Веслування на байдарках і каное (жінки, слалом, байдарки-одиночки) |
| 4      | Клейтон Фредерікс Лусінда Фредерікс Соня Джонсон Меган Джонс Шейн Роуз                                                                                                 | Кінний спорт (командне триборство)                                 |
| 5      | Саллі Макліллан | Легка атлетика (жінки, 100 м з бар'єрами)                          |
| 6      | Джаред Таллент | Легка атлетика (Чоловіки, ходьба на 50 км)                         |
| 7      | Деррен Бандок | Вітрильний спорт (чоловіки, торнадо)                               |
| 8      | Імон Салліван | Плавання (чоловіки, 100 м вільним стилем)                          |
| 9      | Ґрант Гаккетт | Плавання (чоловіки, 1500 м вільним стилем)                         |
| 10     | Брентон Рікард | Плавання (чоловіки, 200 м брасом)                                  |
| 11     | Хейден Стоккел Брентон Рікард Ендрю Лотерстейн Імон Салліван — Ешлі Делейні попередній заплив Крістіан Спренджер попередній заплив Адам Пайн попередній заплив         | Плавання (чоловіки, комбінована естафета 4х100 м)                  |
| 12     | Лізбет Трікетт | Плавання (жінки, 100 м вільним стилем)                             |
| 13     | Лізель Джонс | Плавання (жінки, 200 м брасом)                                     |
| 14     | Брайоні Коул Мелісса Ву | Стрибки у воду (жінки, синхронні стрибки з вишки)                  |
| 15     | Метт Раян Джеймс Марберг Кемерон Маккензі-Макгарг Френсіс Геґерті | Академічне веслування (чоловіки, четвірки розстібні)               |

### Бронза
| Джоді Боверінґ |  | Сіммон Морроу    |  | Даніелл Стюарт |  |
| Кайлі Кронк    |  | Трейсі Мослі     |  | Наталі Тітк'юм |  |
| Келлі Гарді    |  | Стейсі Портер    |  | Наталі Ворд    |  |
| Таня Гардінг   |  | Мелані Рош       |  | Белінда Райт   |  |
| Сенді Льюїс    |  | Джастін Сметерст |  | Керрі Вайберн  |  |

| Дез Ебботт   |  | Роб Геммонд    |  |  |
| Тревіс Брукс |  | Фергюс Кавана  |  |  |
| Кіл Браун    |  | Марк Ноулз     |  |  |
| Лаєм Де Янг  |  | Стівен Ламберт |  |  |
| Люк Дернер   |  | Елай Метесон   |  |  |
| Джеймі Дваєр |  | Едді Окенден   |  |  |
| Біван Джордж |  | Грант Шуберт   |  |  |
| Девід Гест   |  | Меттью Веллс   |  |  |